# Калининский район (Целиноградская область)
Калининский район (каз. Калинин ауданы) — единица административного деления Карагандинской, Северо-Казахстанской и Акмолинской (с 1961 — Целиноградской) областей Казахской ССР (до 1936 — Казакской АССР), существовавшая в 1935—1963 годах. Центр — село Журавлёвка.

## История
Калининский район был образован 9 января 1935 года в составе Карагандинской области Казакской АССР. 29 июля 1936 года район был передан в новую Северо-Казахстанскую область.
14 октября 1939 года район был передан в новую Акмолинскую область.
По данным 1951 года район включал 13 сельсоветов (Акимовский, Аксановский, Добровольский, Ергалийский, Журавлинский, Камышинский, Кзыл-Жарский, Ново-Братский, Ново-Колутонский, Орджоникидзевский, Старо-Колутонский, Урюпинский, Ярославский) и 1 рабочий посёлок (Колутон).
2 января 1963 года Калининский район был упразднён.

## Население
По данным переписи 1939 года в Калининском районе проживал 17 961 человек, в том числе украинцы — 37,6 %, русские — 34,9 %, казахи — 21,6 %, поляки — 3,4 %. По данным переписи 1959 года в районе проживало 28 996 человек.